# Clasificación Global
Clasificación global es el proceso de clasificar productos para el cumplimiento de las regulaciones impuestas por las autoridades aduanales, aplicar para los tratados de libre comercio y transmitir la documentación ante la aduana durante la importación o exportación de las mercancías. Una pequeña diferencia en la clasificación de algún producto, puede significar una gran diferencia en los impuestos que se tienen que pagar.

La información de clasificación es la siguiente:
- Número de fracción arancelaria de la Tarifa Armonizada
- Programa especial de preferencias arancelarias
- Descripción de los productos así como imágenes
- Esquemas
- Hoja de datos de seguridad de materiales (MSDS)
- Acta de Control de Substancias Tóxicas (TSCA)
- Certificado de País de Origen
- Información de valor

Con la complejidad del crecimiento de la cadena de suministros así como el aumento de las regulaciones gubernamentales en importación y exportación, las empresas se están dando cuenta de la necesidad de administrar proactivamente la información para el cumplimiento de regulaciones de comercio, para la reducción de riesgos, tal como la incorrecta clasificación de las marcancías.
Es necesario proporcionar la información de la clasificación de las mercancías para la importación y/o exportación, sin importar el lugar donde estén situadas las empresas, si la clasificación de productos es manual y el tiempo que se lleve hacerlo. Las organizaciones necesitan establecer un estándar en la administración de la información para reducir los imprecisiones en la clasificación, fortalecer el intercambio de información entre los socios comerciales y proporcionar una versión de control para seguir todos los cambios que ocurren.

## Automatización
Con un sistema automatizado de Clasificación Global, las empresas pueden recopilar, almacenar y tener acceso a los datos de clasificación en una sola localización centralizada así como en nivel global, utilizando las fracciones arancelarias de la Tarifa Armonizada (hasta el sexto dígito) de la Organización Mundial de Aduanas con vistas a países específicos a la medida de algún otro país de interés. Como resultado de una base de datos de clasificación centralmente controlada, se pueden reducir errores, aumentar la comunicación interna y externa, fortalecer el cumplimiento regulatorio y mejorar los tiempos de respuesta al compartir información con socios comerciales externos. Utilizando un sistema automatizado, las empresas pueden:
- Establecer un proceso de aprobación para asegurar la integridad de la información
- Realizar actualizaciones masivas para un fácil mantenimiento de la información tal como las actualizaciones de la Tarifa Armonizada
- Reducir los tiempos y recursos invertidos en la gestión de la clasificación y los datos relacionados
- Eliminar la información duplicada a través de interfaces con un sistema de procesamiento de inventarios
- Administrar las claves de los datos de clasificación requeridas para varios países
- Tener enlace a otras agencia de gobierno para recibir actulizaciones de productos
- Almacena las normas que se deben de cumplir

Más que solamente una base de datos de clasificación arancelaria, el sistema automatizado de Clasificación Global permite a las empresas administrar una base de datos mundial que incluye todos los formularios de información, aumenta la información con detalles de los cambios realizados, así como la información de clasificación que ha sido, ya sea agregada o retirada. Las organizaciones mejorarán además, el cumplimiento regulatiorio a través de la cadena de suministros. Proporcionando la base de datos de clasificación sobre pedido, via internet, asegurándose de que cada socio comercial tiene acceso a esta y utiliza la misma información de clasificación en cada face de la cadena de suministros, minimizando los riesgos y/o retrasos o posibles cuotas de las aduana. Con un sistema automatizado, las empresas tendrán todo lo necesario para gestionar el comercio global a través de su organización puede ser capturado en una base de datos consolidada y relacionada.